# Astrid Buka
Pour les articles homonymes, voir Buka (homonymie).
Astrid Buka est une femme politique du Congo Kinshasa, vice-ministre de l'Enseignement primaire et secondaire. Nommée présidente de l'Organisation sociale pour le développement (OSD) en 2003 puis nommée commissaire de district dans le district de Kwango, actuelle province de Kwango en République démocratique du Congo.